# Ivan Boldine
Ivan Vassilievitch Boldine est un général de l'Union soviétique.

## Biographie
C'est un fils d'un paysan, il étudie à l'école secondaire et commence à travailler avec son père. En 1914, il s'installe dans le village de Vysokaya où il travaille dans le traitement de farine. Il est recruté dans l'armée impériale russe le 28 juillet 1914 pendant la Première Guerre mondiale. Il reçoit plusieurs mois d'entraînement dans l'infanterie avec son régiment, le 23e régiment d'infanterie, le régiment est déployé ensuite sur le front turc. Il sert pendant trois ans sur ce front contre les Turcs, il participe à des opérations vers Erzurum et Kars.
Après la Révolution de février 1917, il rejoint la politique. Il est élu membre du comité révolutionnaire dans la région de Insa. Du 7 janvier au 14 mars 1918, il a été chef adjoint du Comité exécutif du district d'Insa. Il rejoint le Parti communiste en juin 1918 et assiste au congrès russe des Soviétiques en juillet, Représentant Penza.
En octobre 1919, Boldine reprend sa carrière militaire. Il sert en Carélie. Il défend Petrograd contre les forces russes blanches, puis contre les forces polonaises près de Polotsk et Lepel durant la guerre polono-soviétique. En avril 1920, est promu commandant d'un bataillon et en août d'un régiment. En décembre 1921 il rejoint l'académie militaire et est diplômé en septembre 1923.
Il est affecté à Toula en 1924 et prend le commandement d'un régiment d'infanterie. Il participe au travail politique et sert dans le Soviet de la ville. En novembre 1924, il est chargé de former et de commander un régiment de Moscou. De novembre 1925 à octobre 1926, il rejoint à l'Académie militaire Frounze.
En septembre 1939, il commande un groupe mécanisé de cavalerie dans le district militaire proche de la frontière polonaise. En octobre 1939, il est nommé commandant du district militaire d'Odessa. Après l'opération Barbarossa, il commande le district militaire de l'Ouest. Le 2 octobre 1941, il est assigné pour commander un groupe opérationnel dans le Front centre. Son groupe est encerclé près de Viazma mais le groupe réussit à rompre l'encerclement. Il est blessé et passe un mois à l'hôpital de Moscou. En décembre 1941, il est affecté à la 50e armée pour défendre la ville de Toula. Au printemps 1942, la 50e armée participe à la contre-offensive d'hiver. Il reste commandant de la 50e armée jusqu'en février 1945 et est promu au rang de colonel général le 15 juillet 1944. La 50e armée était généralement relativement faible en force et était utilisée dans des rôles secondaires. En octobre 1943, l'armée a été transférée au Front de Biélorussie. Le 14 janvier 1945, la 50e armée est envoyée pour combattre les forces allemandes le long du canal Augustów.
En juillet 1945, il passe une année au commandement la 8e armée de gardes des forces soviétiques en Allemagne, il occupe ce poste jusqu'en mars 1951. En 1952, il commande le district militaire de Sibérie de l'Est pendant deux ans et, en 1954, il est nommé commandant en chef du district militaire de Kiev jusqu'en 1958. En 1961, les premiers jours de guerre et son rôle dans la défense de Toula. Il est mort à Kiev le 28 mars 1965,.